# Сідсе Бабетт Кнудсен
Сідсе Бабе́тт Кну́дсен (дан. Sidse Babett Knudsen; нар. 22 листопада 1968, Копенгаген, Данія) — данська акторка. Лауреатка та багаторазова номінантка низки національних та міжнародних кінематографічних нагород . Вважається однією з найкращих данських акторок свого покоління.

## Біографія
Сідсе Бабетт Кнудсен народилася 22 листопада 1968 року в Копенгагені в сім'ї фотографа Ебба Кнудсена і шкільної вчительки Сьюзен Андерсен. З 1987 по 1990 рік Сідсе навчалася акторській майстерності в паризькому «Theatre de l'Ombre», попри скромне знання французької. Потім, аж до 1992 року, вона навчалася мистецтву акторської гри за «методом Лі Страсберга». Після повернення в Данію вступила на службу в експериментальний театр OVINE 302, де була задіяна в його постановках; окрім цього, співпрацювала з данським театром Betty Nansen і Королівським театром Данії.

## Кар'єра
У 1997 році дебютувала в кіно — головною роллю в комедії Йонаса Ельмера «Давай зникнемо». Сценарій припускав акторську імпровізацію, що глибоко шокувало Кнудсен, адже вона розраховувала лише на легку літню комедію. Тим часом, в Данії фільм став хітом, а Кнудсен за свою гру отримала відразу дві премії — «Роберт» і «Боділ» у категоріях «Найкраща акторка». Критики назвали акторську гру Кнудсен «панівною».
у 1999 році Сідсе Бабетт Кнудсен зіграла роль в романтичній комедії Сюзанни Бір «Один єдиний», яка стала одним з лідерів касових зборів у Данії. Фільм позначив новий напрям у сучасних данських комедіях, віддаючи повагу акторській грі Кнудсен. Втілення персонажки Сус: жінки, яка вагітніє від невірного чоловіка, кохаючи іншу людину, знову приносить Кнудсен дві нагороди: «Роберт» і «Боділ», обидві в категорії «Найкраща акторка».
У 2000 році Кнудсен знову працювала з Ельмером в його новому фільмі «Світ Мони». Як і в першому фільмі режисера, Кнудсен потрібно було імпровізувати з діалогами і характером своєї героїні. Роль Мони, бухгалтерки, яка намагається запобігти захопленню банку грабіжниками, перебуваючи в заручницях, принесла акторці номінацію на премію «Боділ» за найкращу жіночу роль.
У телевізійному політичному серіалі «Уряд» 2010 року Сідсе Бабет Кнудсен утілила образки прем'єр-міністерки Данії Біргітти Нюборг. У 2014 році вийшов серіал «1864» про війну між Данським королівством і Германською конфедерацією. Партнерами Кнудсен по знімальному майданчику стали Ніколас Бро і Ларс Міккельсен.
У 2015 році Сідсе Бабет Кнудсен знялася з Фабрісом Лукіні у французькому фільмі режисера Крістіана Венсана «Горностай». За роль Дітти Лоренсен-Котер у лютому 2016 року акторка була удостоєна французької національної кінопремії «Сезар» за «Найкращу жіночу роль другого плану».
У 2016 році на екрани виходить фільм «Інферно» — продовження історії про Роберта Ленгдона за однойменним романом Дена Брауна, де Сідсе Бабетт Кнудсен грає роль очільницю ВООЗ докторку Елізабет Сінскі. Її партерами по знімальному майданчику стали Том Генкс, Омар Сі, Фелісіті Джонс, Рон Говард та Бен Фостер.

## Особисте життя
Сідсе Бабетт Кнудсен неодружена; має сина, якого народила у 2005 році.

## Фільмографія (вибіркова)
| Рік       |    | Українська назва               | Оригінальна назва                  | Роль                                |
| --------- | -- | ------------------------------ | ---------------------------------- | ----------------------------------- |
| 1997      | кф | Тиха смерть                    | En stille død                      | Саллі                               |
| 1997      | кф | Бліда Фані                     | Fanny Farveløs                     |                                     |
| 1997—1999 | с  | Такса                          | Taxa                               | Мылла                               |
| 1997      | ф  | Давай зникнемо                 | Let's Get Lost                     | Джулі                               |
| 1997      | ф  | Терапія гіззе                  | Thérapie russe                     | Сідсе                               |
| 1998      | ф  |                                | Motello                            | Джулі                               |
| 1999      | ф  | Останній гімн Міфуне           | Mifunes sidste sang                | Біббі                               |
| 1999      | ф  | Один єдиний                    | Den eneste ene                     | Сас                                 |
| 2000      | ф  | Макс                           | Max                                | Сара «Макс» Енжел                   |
| 2000      | ф  | Диво                           | Mirakel                            | Мона Петерсон, мати Денніса         |
| 2001      | ф  | Світ Мони                      | Monas verden                       | Мона                                |
| 2001      | ф  | Поперечна пила                 | Fukssvansen                        | Рита                                |
| 2003      | ф  | Поглянь наліво — побачиш шведа | Se til venstre, der er en svensker | Катріна                             |
| 2003      | кф | Догвілль: Пілот                | Dogville: The Pilot                | Грейс                               |
| 2004—2005 | с  | Доказ                          | Proof                              | Ніна Кутпрека                       |
| 2004      | ф  | Вілла «Паранойя»               | Villa paranoia                     | Ольга Нолгард                       |
| 2004      | кф | Бьорно і Бінго                 | Bjørno & Bingo                     | Бінго                               |
| 2004      | ф  | Факір                          | Fakiren fra Bilbao                 | Луїза                               |
| 2006      | ф  | Після весілля                  | Efter brylluppet                   | Гелен Ганссон                       |
| 2007      | ф  | З вашого дозволу               | Til døden os skiller               | Бента                               |
| 2008      | ф  | Сині чоловічки                 | Blå mænd                           | Лотта                               |
| 2009      | ф  | Над вулицею, під водою         | Over gaden under vandet            | Анна                                |
| 2010      | ф  | Терапія для пар                | Parterapi                          | Пук Агербо                          |
| 2010—2013 | с  | Уряд                           | Borgen                             | Біргітта Нюборг                     |
| 2012      | ф  | Чи спить Доллі на спині?       | Sover Dolly på ryggen?             | Сандра                              |
| 2014      | ф  | Швидка прогулянка              | Kapgang                            | Ліззі                               |
| 2014      | ф  | Герцог Бургундії               | The Duke of Burgundy               | Синтія                              |
| 2014      | с  | 1864                           | Йоганна Луїза Гейберг              |                                     |
| 2015      | ф  | Горностай                      | L'hermine                          | Дітте Лоренсен-Котерет              |
| 2016      | ф  | Голограма для короля           | A Hologram for the King            | Ханна                               |
| 2016      | ф  | Інферно                        | Inferno                            | доктор Елізабет Сінскі, голова ВООЗ |
| 2016      | с  | Західний світ                  | Westworld                          | Тереза Куллен                       |
| 2016      | ф  | Донька Бреста                  | La Fille de Brest                  | Ірен Фрашон                         |
| 2017      | с  | Електричні сни Філіпа К. Діка  | Philip K. Dick's Electric Dreams   | Джилл                               |
| 2018      | ф  | Маленька червона сукня         | In Fabric                          | Джилл                               |
| 2019      | ф  | Перекладачі                    | Les traducteurs                    | Гелен Тукса                         |
| 2022      | с  | Уряд                           | Borgen                             | Біргітта Нюборг                     |
| 2023      | ф  | Еренгард: Мистецтво зваблення  | Ehrengard: Forførelsens kunst      | велика герцогиня                    |

## Визнання
| Рік                                          | Категорія/Нагорода                                 | Фільм                          | Результат | Результат |
| -------------------------------------------- | -------------------------------------------------- | ------------------------------ | --------- | --------- |
| Премія Боділ                                 |                                                    |                                |           |           |
| 1998                                         | Найкраща акторка                                   | Давай зникнемо                 | Перемога  |           |
| 2000                                         | Найкраща акторка                                   | Один єдиний                    | Перемога  |           |
| 2002                                         | Найкраща акторка                                   | Світ Мони                      | Номінація |           |
| 2007                                         | Найкраща акторка                                   | Після весілля                  | Номінація |           |
| 2015                                         | Найкраща акторка другого плану                     | Швидка прогулянка              | Номінація |           |
| Премія «Роберт»                              |                                                    |                                |           |           |
| 1998                                         | Найкраща акторка                                   | Давай зникнемо                 | Перемога  |           |
| 2000                                         | Найкраща акторка                                   | Один єдиний                    | Перемога  |           |
| 2004                                         | Найкраща акторка                                   | Поглянь наліво — побачиш шведа | Номінація |           |
| 2007                                         | Найкраща акторка                                   | Після весілля                  | Номінація |           |
| 2015                                         | Найкраща акторка                                   | Швидка прогулянка              | Номінація |           |
| Кінофестиваль скандинавських фільмів у Руані |                                                    |                                |           |           |
| 2007                                         | Найкраща акторка                                   | Після весілля                  | Перемога  |           |
| Телевізійний фестиваль в Монте-Карло         |                                                    |                                |           |           |
| 2011                                         | Золота німфа видатній акторці (драматичний серіал) | Уряд                           | Перемога  |           |
| Телевізійна премія BAFTA                     |                                                    |                                |           |           |
| 2012                                         | Найкраща жіноча роль                               | Уряд                           | Перемога  |           |
| Премія «Сезар»                               |                                                    |                                |           |           |
| 2016                                         | Найкраща акторка другого плану                     | Горностай                      | Перемога  | [ 14 ]    |
| 2017                                         | Найкраща акторка                                   | Донька Бреста                  | Номінація | [ 18 ]    |
| Премія «Люм'єр» (22-га церемонія)            |                                                    |                                |           |           |
| 2017                                         | Найкраща акторка                                   | Донька Бреста                  | Номінація | [ 19 ]    |